# Appaliunas
Appaliunas of Apalunas is een Luwische godheid, geattesteerd onder de goden van West-Anatolië in een verdrag op een kleitablet (verdrag van Alaksandu). Appaliunas wordt beschouwd als de godheid van wie Apollon bij de Grieken en Apulu bij de Etrusken, mogelijk los van elkaar, hun naam en hun vroegste betekenissen afleiden.
Apaliunas is een van de goden die wordt aangeroepen als getuige in een rond 1280 v.Chr. opgesteld verdrag tussen Alaksandu van Wilusa (waarvan men aanneemt dat dat "Alexander van Ilios" is) en de Hettitische grootkoning, Muwatalli II. Hij is een van de drie goden die wordt genoemd aan de kant van Wilusa. Volgens Homeros was Apollon de bouwer van de muren van Ilios en stond de god aan Trojaanse zijde.
Ten oosten van het Luwisch taalgebied, was de Hurritische god Aplu de god van de pest - die hij bracht, of, indien gunstig gestemd, waartegen hij bescherming bood -, die gelijkenissen vertoont met Apollo Sminthos, "veldmuizen-Apollon", aanbeden te Troje en Tenedos, die een plaag gebracht over de Achaiërs in antwoord op een Trojaans gebed aan het begin van de Ilias. De Hurritische Aplu lijkt zelf te zijn afgeleid van het Babylonische "aplu" wat betekent "zoon van", een titel die aan de Babylonische god van de pest, Nergal, als zoon van Enlil werd gegeven. In de Griekse mythologie werd Apollon beschouwd als een zoon van de oppergod Zeus.
De aard van Apaliunas kan slechts in beperkte mate worden ingeschat door extrapolatie van Apollon als genezende en orakelgod, van wie tussenkomst werd verwacht door de Grieken die aan een ziekte leden en geruststellend advies voor zaken op het gebied van de cultus. Apaliunas, evenals Apollon - om hem de Griekse vorm van zijn naam te geven -, bereikte met zijn cultus Delos en Delphi aan het einde van de bronstijd.
De vraag of Apulu / Apaliunas een van de oorspronkelijke Etruskische goden is, die voorafgingen aan de Helleense invloed die diverse specifiek Griekse goden introduceerde, is in grote mate gebaseerd op een opmerking van Dionysius van Halicarnassus, in zijn beschrijving van de herkomst van de Etrusken, die hij Pelasgen noemt:

Want de Pelasgen hadden in een tijd van algemene schaarste in het land tienden van al hun toekomstige opbrengst aan Zeus, Apollon en de Kabeiroi beloofd.